# Bryggeriet Trekroner
 For alternative betydninger, se Trekroner.
Bryggeriet Trekroner var et bryggeri i Trekronergade (dengang Bryggerivej) i Valby etableret 1899.
Bryggeriets bygninger fra 1898-99 var tegnet af Caspar Leuning Borch. Det er et noget amputeret anlæg, der står tilbage i dag, eftersom kun omkring en tredjedel af den oprindelige bygningsmasse stadig findes.
Trekroner blev etableret som hvidtølsbryggeri, men kom aldrig i gang. Forskellige stridigheder mellem Carlsberg og De forenede Bryggerier medførte, at De forenede Bryggerier overtog bryghuset, endnu inden det var færdigt, og dernæst anvendte det som maltgøreri. Omkring 1915 ophørte forbindelsen til ølbranchen endegyldigt, og bryghuset var i en periode et af Valbys fem garverier (Ballin & Hertz). Ombygningen til garveri 1919-20 blev udført af arkitekten Niels Hauberg.